# Gare de Mouchard
Gare de Mouchard vasútállomás Franciaországban, Mouchard településen.

## Vasútvonalak
Az állomást az alábbi vasútvonalak érintik:
- Dijon–Vallorbe-vasútvonal
- Mouchard-Bourg-en-Bresse-vasútvonal

## Kapcsolódó állomások
A vasútállomáshoz az alábbi állomások vannak a legközelebb:
- Gare d’Arc-et-Senans (Dijon–Vallorbe-vasútvonal)
- Gare d’Andelot (Dijon–Vallorbe-vasútvonal)
- Gare d’Arbois (Mouchard-Bourg-en-Bresse-vasútvonal)